# Livre des merveilles (BNF Fr2810)
Il Livre des merveilles et autres récits de voyages et de textes sur l'Orient è un manoscritto miniato realizzato in Francia attorno al 1410-1412 e dedicato a Giovanni di Borgogna. Si tratta di una raccolta di testi che descrivono l'Oriente, tradotti in francese da Jean le Long: tra gli autori presenti, Odorico da Pordenone, Jean de Mandeville, Riccoldo da Monte di Croce e Marco Polo (Il Milione).
Il manoscritto, che contiene in tutto 265 miniature eseguite da diverse botteghe parigine, è attualmente conservato alla Biblioteca nazionale di Francia col numero di catalogo Fr2810.

## Storia
Il primo possessore del Livre des merveilles fu Giovanni di Borgogna, come è provato dal suo stemma insieme ad altri simboli identificativi presenti in tutto il manoscritto. Egli regalò l'opera a suo zio Giovanni, duca di Berry, il cui stemma compare nei fogli 1, 97, 136v, 226 e 268. Gli inventari fatti nel 1413 e 1416 presso la biblioteca personale del duca di Berry confermano che il manoscritto rimase in suo possesso finché egli fu in vita.
Alla morte del duca, il manoscritto passò alla famiglia d'Armagnac: la figlia di Giovanni, Bona, aveva infatti sposato Bernardo VII, conte d'Armagnac. Lo stemma del casato adorna i fogli 1, 116, 136v, 141, 226 e 228.
Dopo altri passaggi il manoscritto entrò nella biblioteca di Carlo di Valois-Angoulême: esso divenne così potenzialmente parte della biblioteca personale del re Francesco I di Francia, figlio di Carlo. Inventari successivi del XVI secolo documentano il trasferimento del manoscritto alla Librairie Royale di Fontainebleau.
Dal 2020 il manoscritto è conservato presso la Biblioteca nazionale di Francia.

## Galleria d'immagini

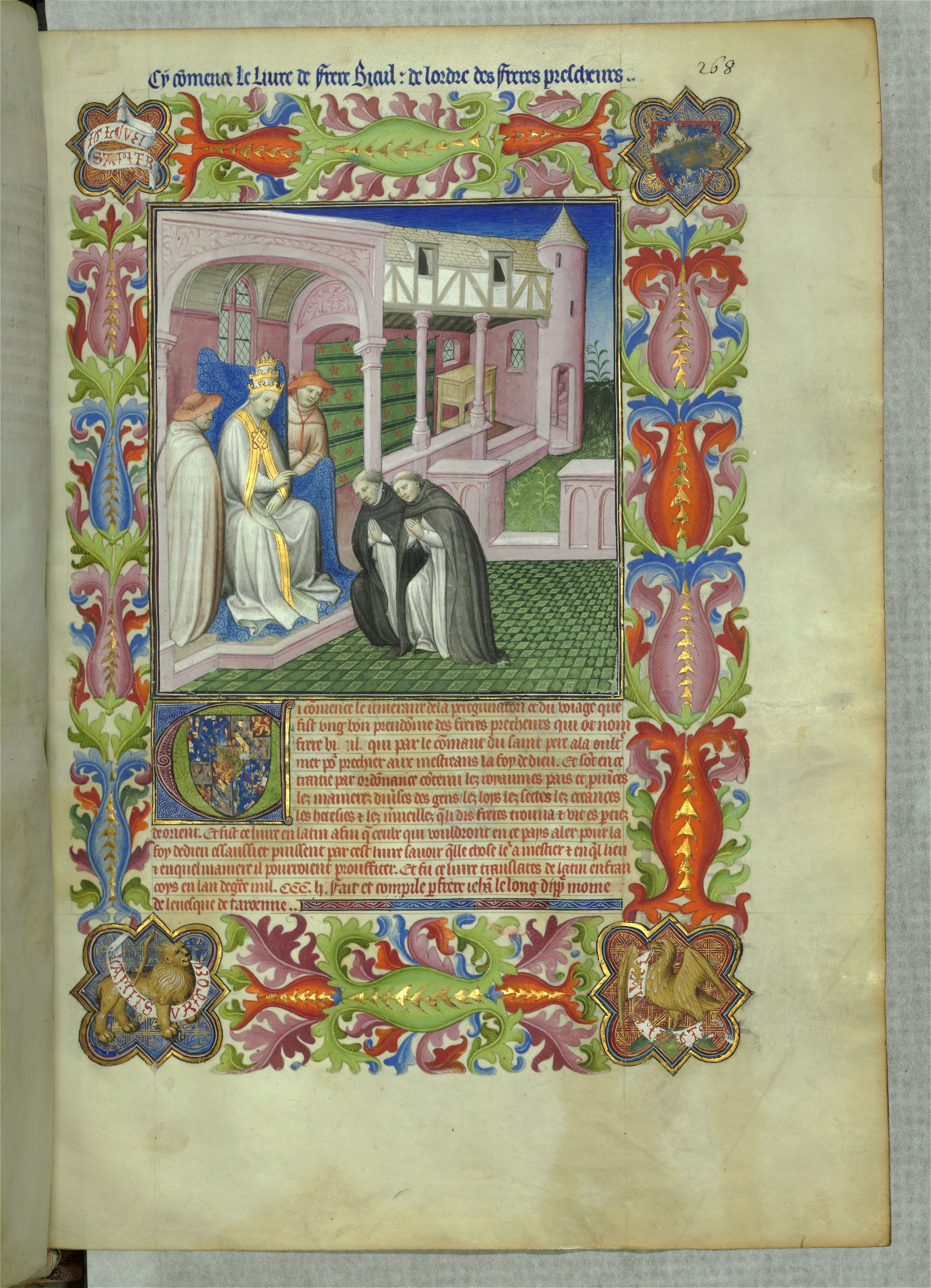
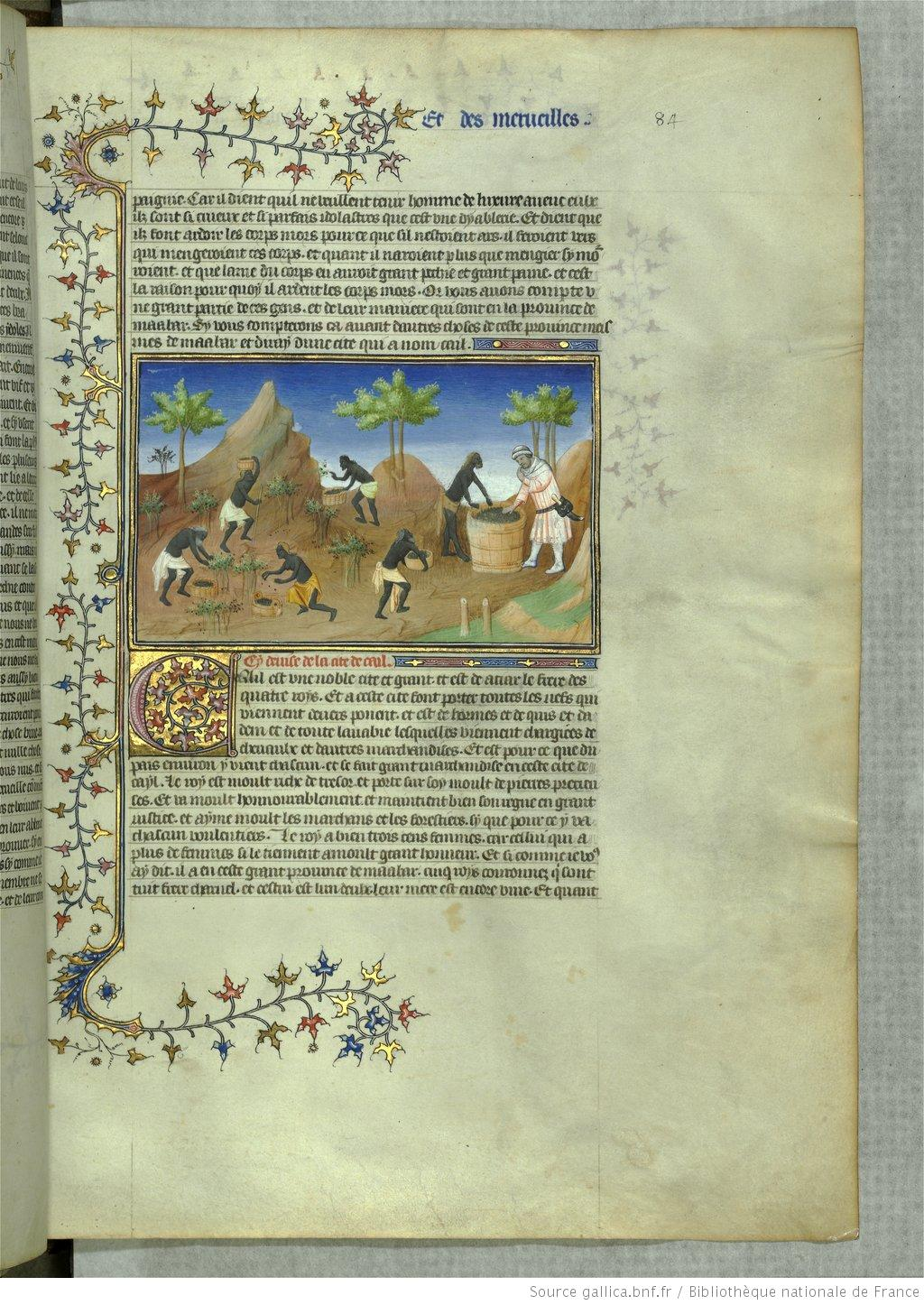
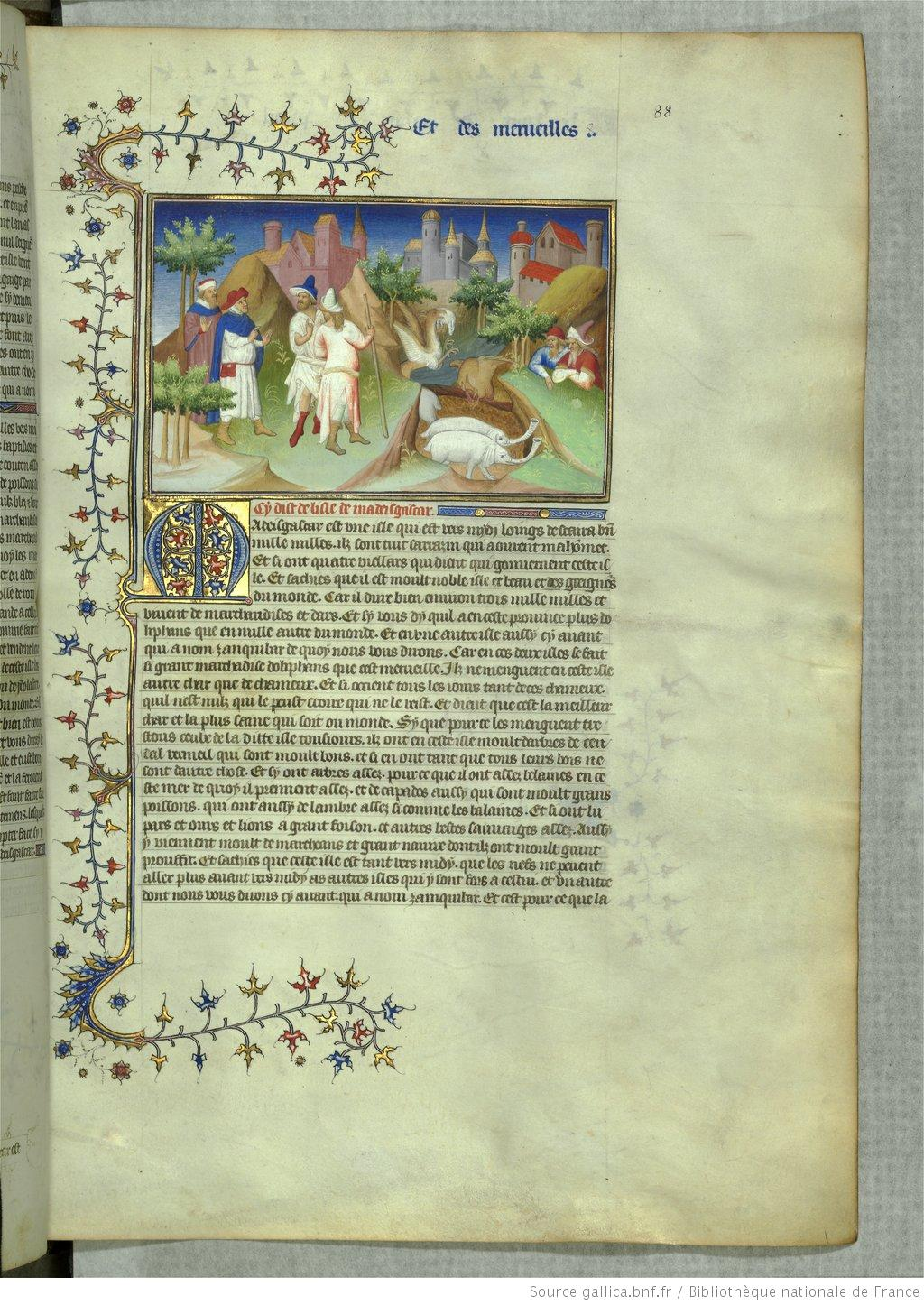
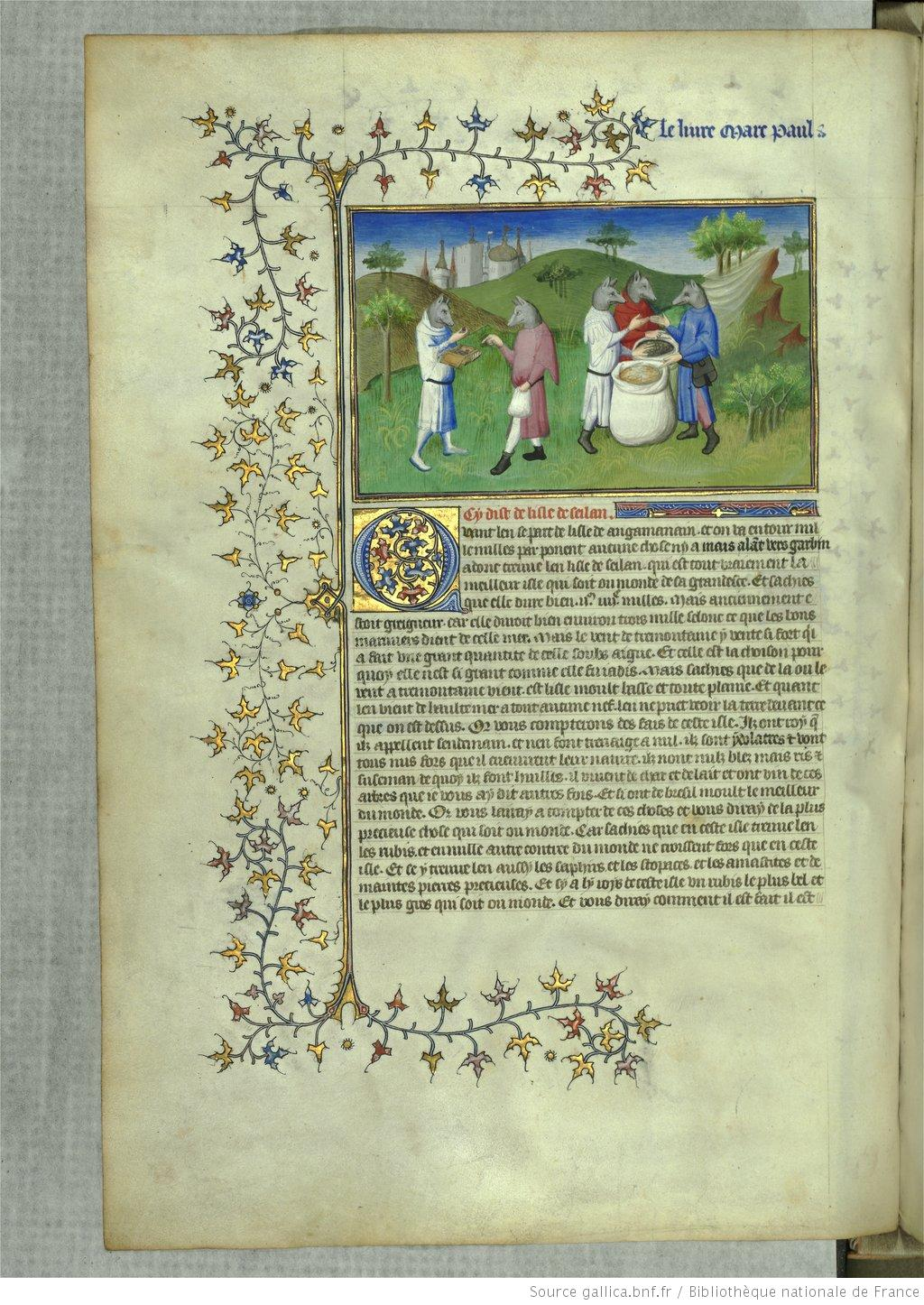
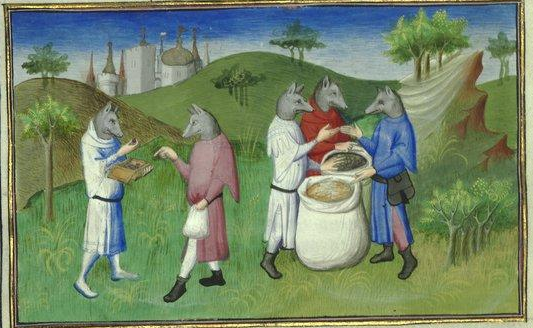
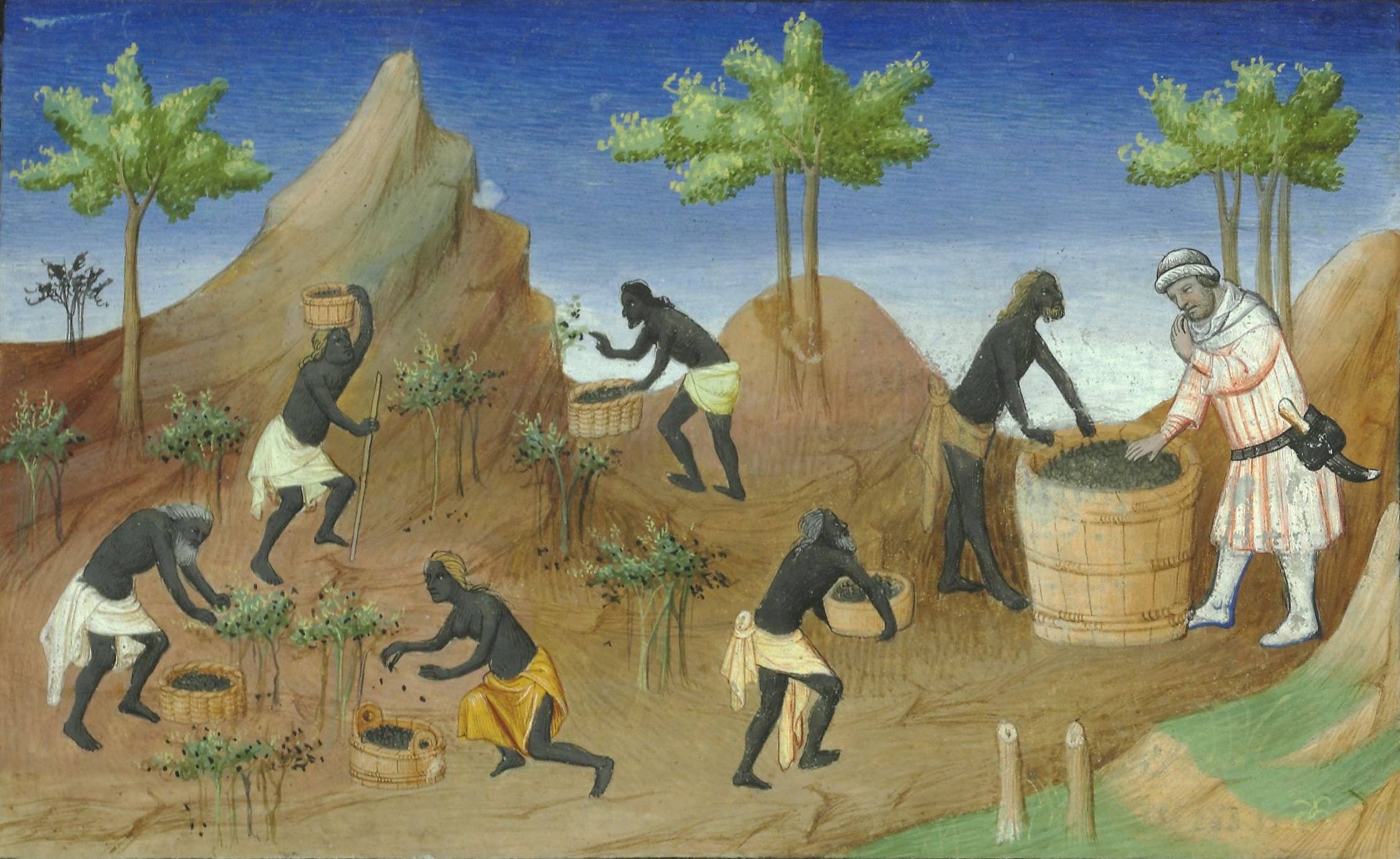
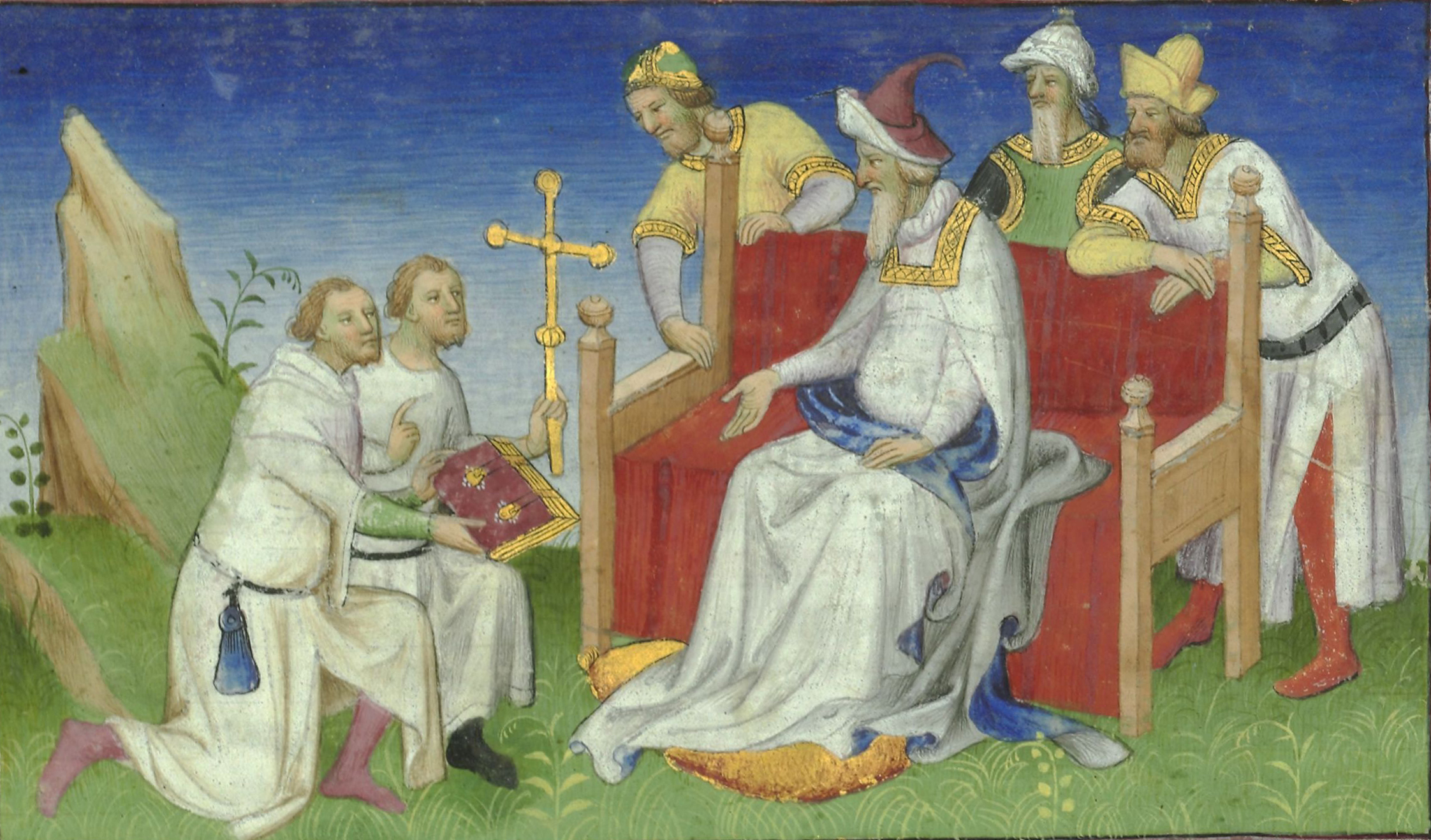